# Cuarta Manzana, Veracruz
Cuarta Manzana är en ort i Mexiko.   Den ligger i kommunen Zacualpan och delstaten Veracruz, i den sydöstra delen av landet, 140 km nordost om huvudstaden Mexico City. Cuarta Manzana ligger 1 801 meter över havet och antalet invånare är 229.
Terrängen runt Cuarta Manzana är kuperad åt nordväst, men åt sydost är den bergig. Runt Cuarta Manzana är det ganska glesbefolkat, med 47 invånare per kvadratkilometer. Närmaste större samhälle är San Bartolo Tutotepec, 17,2 km öster om Cuarta Manzana. I omgivningarna runt Cuarta Manzana växer i huvudsak blandskog.